# Tivoli
Tivoli, Lazio là một đô thị và cộng đồng (comune) ở tỉnh Roma trong vùng Lazio miền nước Ý, 30 km về phía đông-đông-bắc Roma, tại thác của các sông Aniene nơi nó được hình thành từ các ngọn đồi Sabine. Thành phố cung cấp một cái nhìn rộng hơn Campagna Roman.
Đô thị Tivoli, Lazio có diện tích ki lô mét vuông, dân số thời điểm năm 2001 là 49.342 người.
Đô thị này có các đơn vị dân cư (frazioni) sau:
Các đô thị giáp ranh: 